# 国际大学
国际大学（日语：／，缩写：IUJ，简称：国际大）是日本的私立大学，本部设在新潟县南鱼沼市。
国际大学是日本第一所研究生院校，是少数提供全英文授课的日本大学之一。该校创建于1982年，主要致力于培养商业领域，政府部门，全球组织和非营利部门具有影响力的国际领导者。其所提供的硕士学位教育包括国际发展学，经济学，公共关系学，国际和平研究和国际关系学，MBA（工商管理硕士） 和 E-business (电子商务)。学位均由日本教育部认可。
国际大学长期被著名商业教育出版物列为国际一流院校。此外，该校公共关系学专业近期也得到很高的评价。
国际大学以来自世界不同国家的多元化学生为主体。由于在一个学年内有来自近50个国家的学生，而全校只有近330名学生，使得多元化更加明显。这种多元化在该校25周年校庆之际，作为一项新的世界记录：“最多国籍的人同时桑拿（50）”予以庆祝。
该校提倡平衡日本本土文化以及世界各国家文化的探寻。国际多元化的学习小组也为提高跨国沟通技巧，领导能力，判断和决策能力提供了多种机会。此外，学校提倡志愿精神。为充分展示其所具有的的国际化特色，国际大学在每年春季学期举办“国际节”，学生们为当地民众展示各自国家的独特的文化和饮食。
国际大学位于新潟，临近滑雪场和温泉。该校远离东京等大都市的地理位置，使其学习氛围更浓厚，学生间的关系更亲密。

## 历史

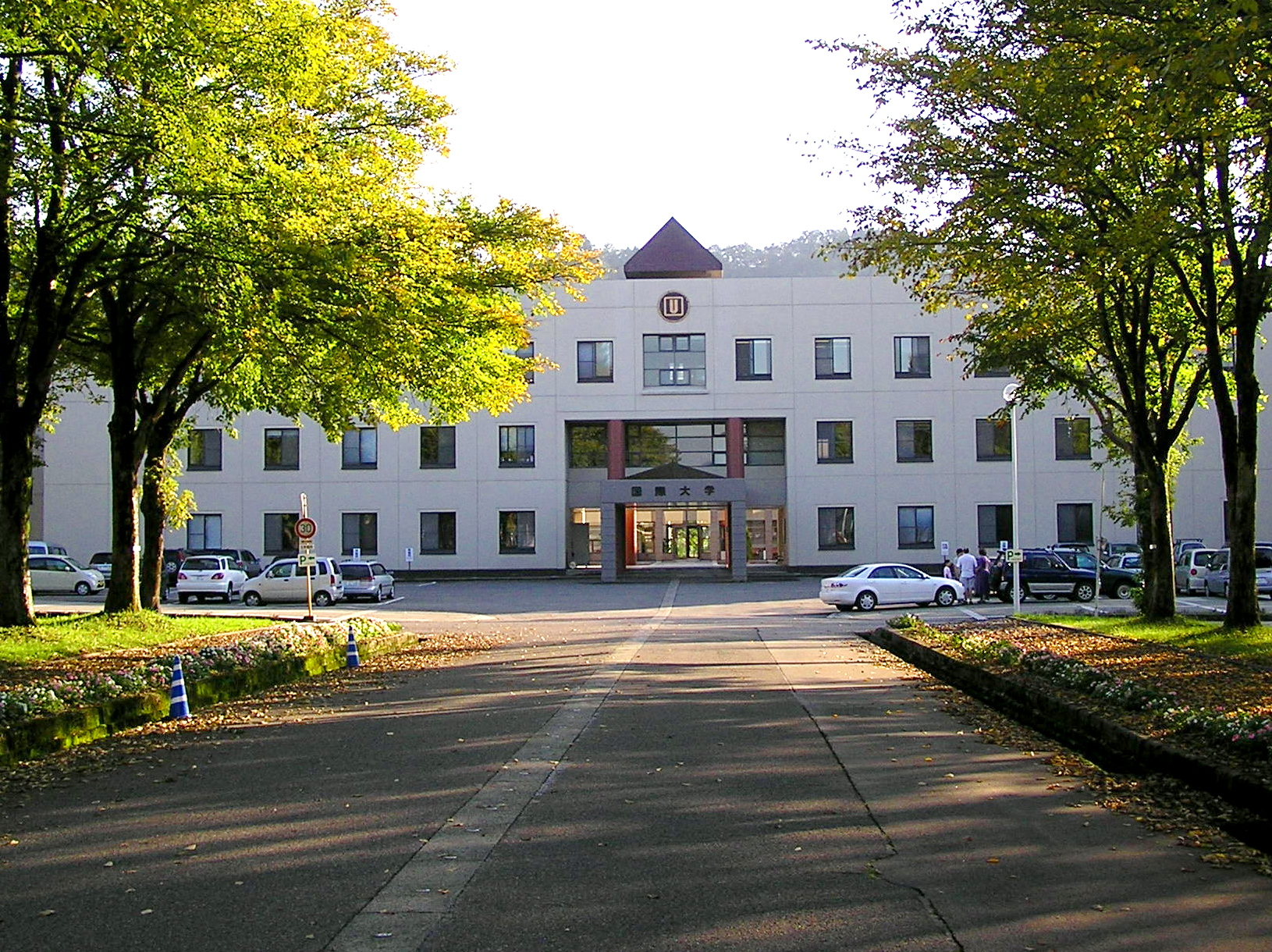
绿树成荫的IUJ正门

国际大学由具有代表性的商业领域、政府和国际组织的领导者于1982年创立，受到日本工业、金融、教育团体以及当地社区的大力支持。国际大学的使命是传授和研究学术理论与实践，致力于解决国际性社会和商业所面临的问题。目标是培养具有高水平专业知识，对各国文化有深刻理解，并能为国际社会发展作出贡献的领导者。
国际大学是日本第一所研究生院校，也是率先使用英语教学的学校。
国际关系学院（GSIR）是国际大学的第一所学院。支持学院的建立组织包括日本经济同友会、日本經濟團體聯合會、日本興業銀行、日本商工会议所和日本贸易会。
1988年，国际管理学院（GSIM）在美国达特茅斯学院塔克商学院的协力下建立，是日本第一所美式商学院，也是第一个只用英语教学的MBA。同年，松下图书馆与信息中心（MLIC）在松下电器的国际基金（现在叫Kinoshita Matsushita Memorial Foundation (KMMF)）（松下電器）的赞助下建成。
在2012年国际大学庆祝了其创立30周年。迄今为止，国际大学已经培养了来自110国家和地区的超过3,200名的国际领导者，并在世界范围内建立了紧密的校友关系网络：在38个国家分布有50个校友会。
2019年8月7日，马来西亚首相马哈迪·莫哈末到访国际大学，并获国际大学授予荣誉博士学位，以表彰他在马来西亚及日本关系上的杰出贡献。

## 组成

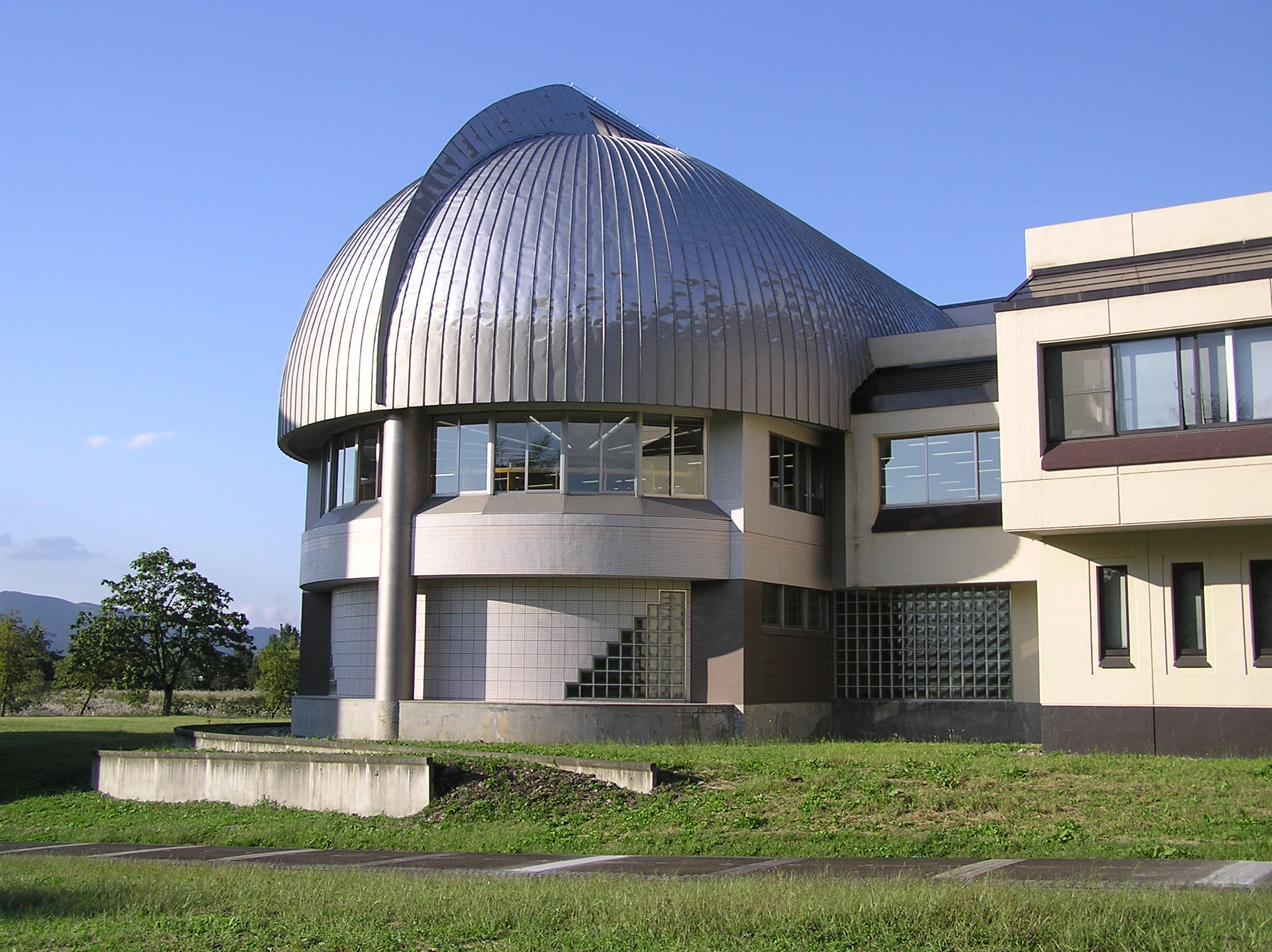
松下图书馆和信息中心

国际大学由两个学院组成：国际关系学院（GSIR）和国际管理学院（GSIM），他们都提供研究生学位。
此外，大学里有两个研究机构：位于校园内的IUJ研究机构和位于东京的国际交流中心（GLOCOM）。GLOCOM属于社会科学研究机构，于1991年春季建立，专注于日本的信息社会。GLOCOM主要研究通讯技术对社会，经济和文化的影响。

## 学术课程

### 学术学位
国际大学只提供研究生学位学术课程。报名者必须有4年的学士学位或与其相当的学位，并能够在英语环境中学习。MBA的报名者必须提交GMAT成绩单。
“国际管理学院（GSIM）”提供三种研究生课程：2年全日制MBA课程，为公司赞助的有5年工作经验的学生准备的1年全日制MBA课程，还有1年电子商务管理课程（建成E-Biz）。商学院的校训是：“利用新型亚洲争取全球优势”。
“国际关系学院（GSIR）”提供三种研究生课程和5个研究生学位：包含两种分支（国际关系学或者国际和平学）的国际关系学课程（IRP），包含两种分支（国际发展学或经济学）的国际发展学课程（IDP），以及提供公共管理的研究生学位的公共管理和政策分析课程（PMPP）。
国际大学一共提供5种相关学术课程的7种研究生学位。
学生可以依据自己的职业发展目标来跨学科选择不同的选修课程。
除E-Biz课程以外，所有的课程都是两年制（21个月）。所有的课程都要求提交论文。

### 语言课程
国际大学提供两种可选择的语言课程：英语和日语。
英语语言课程用来训练非英语国家的学生的英语会话流利程度，以便适应大学的英文环境。其包括在夏季的英语特训课程（IEP）和贯穿于整个学年的学术英语课程。
日语语言课程（JLP）为非日语国家的学生提供学习日语语言的机会，根据日语流利程度分为从基础到高级的四个等级。

### 和日本公司的紧密关系
国际大学与日本的公司有着紧密的联系。其全球伙伴计划使国际大学与银行业、咨询业、贸易业和物流业的50个领先的日本公司建立起了正式的关系。这些公司可参加国际大学的无学位课程，比如“管理学位课程”，“全球领导者课程”和8个月的“英语特训”。国际大学的学生也参与其中，为课堂提供一个富有活力的，双赢的英语环境。日本公司员工喜欢和未来的国际化领导者交流，学生们也喜欢与日本公司接触。作为全球伙伴计划的一部分，国际大学开办了CHO论坛：首席人力资源官们每年会汇聚一两次来一起讨论日本公司所面临的国际化问题和挑战。

## 交换留学
国际大学与位于亚洲，欧洲，北美洲的50个有享有声誉的学院建立了交换留学计划。目的是给学生提供体验不同学习环境和开拓眼界的机会。在交换学院里取得的学分中，最多有10分可以转到国际大学而不需要赔付交换学院额外的费用。
以下是GSIR的交换留学伙伴院校：
1. 卡尔顿大学 诺曼·帕特森国际事务学院（英语：Norman Paterson School of International Affairs） (加拿大)
2. 雪城大學 麦克斯韦公民与公共事务学院（英语：Maxwell School of Citizenship and Public Affairs） (美国)
3. 首爾大學 (韩国)
4. 阿德莱德大学 (澳大利亚)

以下是GSIM的交换留学伙伴院校：
1. 达特茅斯学院 塔克商学院 (美国)
2. 纽约大学 史登商學院 (美国)
3. 华威大学 華威商學院 (英国)
4. 里昂商学院（法国）
5. 奥托贝森管理研究院 (德国)
6. 挪威经济学院（英语：Norwegian School of Economics） (挪威)
7. ESADE商学院（英语：ESADE Business School） (西班牙)
8. 复旦大学管理学院 (中国)
9. 香港科技大學商學院 (香港)
10. 延世大學 国际研究生院 (韩国)
11. 新加坡国立大学 商学院 (新加坡)
12. 朱拉隆功大学 萨新工商管理研究生院（英语：Sasin Graduate Institute of Business Administration） (泰国)
13. 馬來西亞國際伊斯蘭大學 Kulliyyah of Economic and Management Science (马来西亚)
14. 加查马达大学 Master of Management Program (印度尼西亚)
15. 印度管理研究所 (印度)
16. 國立政治大學 (台灣)

## 学术排名

### 国际关系学院
2012-2013年，公共管理及政策分析项目被Eduniversal“最佳研究生项目排名”评为亚洲第十。

### 商学院
国际大学商学院长期被著名商业教育出版物评为国际一流院校。

国际大学商学院获得以下知名杂志排名：
- 荣获经济学人MBA排行全球第79名，并连续9年被该杂志评为世界前100强商学院。国际大学商学院是日本 唯一一家入选该排行的学院，并被评为亚洲第六。[1]
- QS世界大学排名的“MBA排名”中，被评为日本第一，亚洲第30名。[2]
- 「Eduniversal（英语：Eduniversal）」“最佳研究生项目排名”中，被评为亚洲第15名。[3]
- CNN Expansión（英语：CNN Expansión）“墨西哥人全球最佳MBA排名”中被评为世界第66名。国际大学国际管理学院是日本唯一一家入选排行的学院，并被评为亚洲第二。[4]
- 在FindyourMBA.com12月17日公布的“新星排名”中被评为世界第九。这是日本唯一一家入选该排行的商学院，并被评为亚洲[16]第二。[5]

| 评级机构名称   | 排名                          | 時期        | 日本  | 亚洲   | 世界   | 备注     |
| -------------- | ----------------------------- | ----------- | ----- | ------ | ------ | -------- |
| 荣获经济学人   | MBA排行                       | 2015年      | 第1名 | 第5名  | 第90名 | 第十二次 |
| QS世界大学排名 | MBA排名                       | 2012-2013年 | 第1名 | 第30名 | －     | [ 2 ]    |
| Eduniversal    | 最佳研究生项目排名            | 2012-2013年 | 第3名 | 第15名 | －     | [ 3 ]    |
| CNN Expansión  | Best Global MBAs for Mexicans | 2015年      | 第1名 | 第3名  | 第62名 | 第四次   |

## 学生人口统计
国际大学有340余名学生来自世界50多个国家和地区。学生们大多住在校区宿舍，通过参加不同的体育文化俱乐部及社交活动，形成一个友谊长存的社会圈。
学生们分别来自以下国家和地区：
- 亚洲
  - 阿富汗, 澳大利亚, 孟加拉国, 不丹, 柬埔寨, 中国, 斐济, 印度, 印度尼西亚, 日本, 韩国, 老挝, 马来西亚, 蒙古, 缅甸, 尼泊尔, 新西兰, 巴基斯坦, 巴布亚新几内亚, 菲律宾, 新加坡, 斯里兰卡, 臺灣, 泰国, 东帝汶, 越南
- 美洲
  - 巴西, 加拿大, 哥斯达黎加, 多米尼加共和国, 厄瓜多尔, 墨西哥, 秘鲁, 美国
- 西欧和中东
  - 芬兰, 法国, 德国, 意大利, 荷兰, 挪威, 西班牙, 瑞典, 瑞士, 土耳其, 英国
- 前苏联国家和东欧国家
  - 匈牙利, 哈萨克斯坦, 吉尔吉斯斯坦, 波兰, 俄罗斯, 塔吉克斯坦, 土库曼斯坦, 乌克兰, 乌兹别克斯坦
- 非洲
  - 乍得, 埃塞俄比亚, 马拉维, 摩洛哥, 塞内加尔, 塞拉利昂, 苏丹

## 校园及学生生活

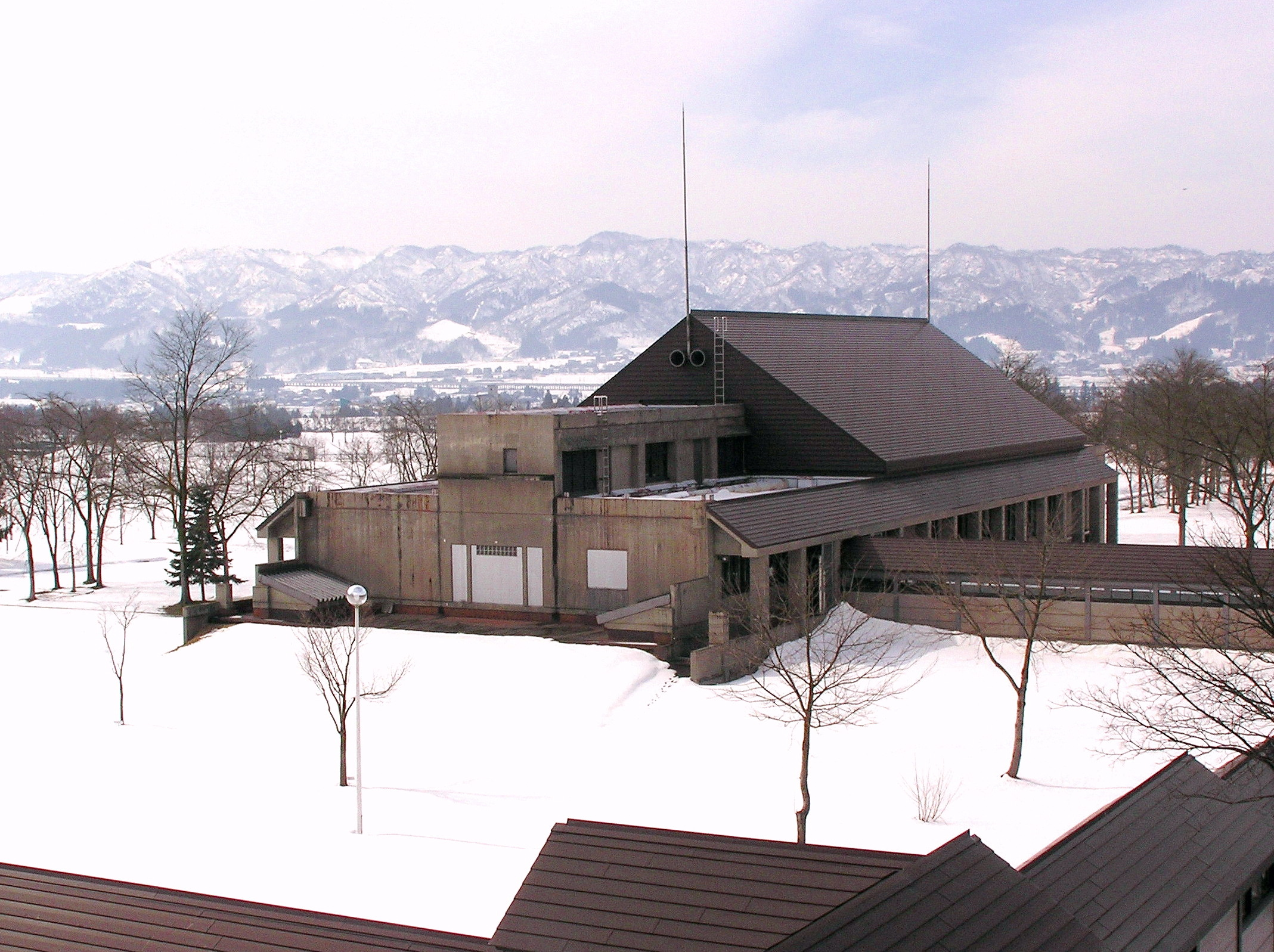
冬季的IUJ校園，背後為越後三山

### 地理位置
国际大学位于南鱼沼市，是日本新潟县东南端的一个小城市。南鱼沼市在的新潟市以南约100公里，距东京约230公里。校园风景优美，坐落在被称为雪国的日本乡村，因为每到冬天，平均积雪会达到2-3米深。除了大量的稻田和山脉，该地区聚集了大量的温泉和滑雪场，是冬天热门的旅游胜地。得益于大量的雪水，该地区盛产大米，西瓜，香菇等，“八海山”日本酒更是举国闻名，获奖无数。
最近的火车站和镇中心叫做浦佐，距校园约四公里。上越新干线经过浦佐站。乘坐新干线至新潟市大约40分钟，到东京约100分钟车程。国际大学提供运行于校园和浦佐站之间的定期班车服务。周末会提供校车至离校园约30分钟左右的大城镇六日町。浦佐也有当地的公交和火车运行。

### 宿舍设施

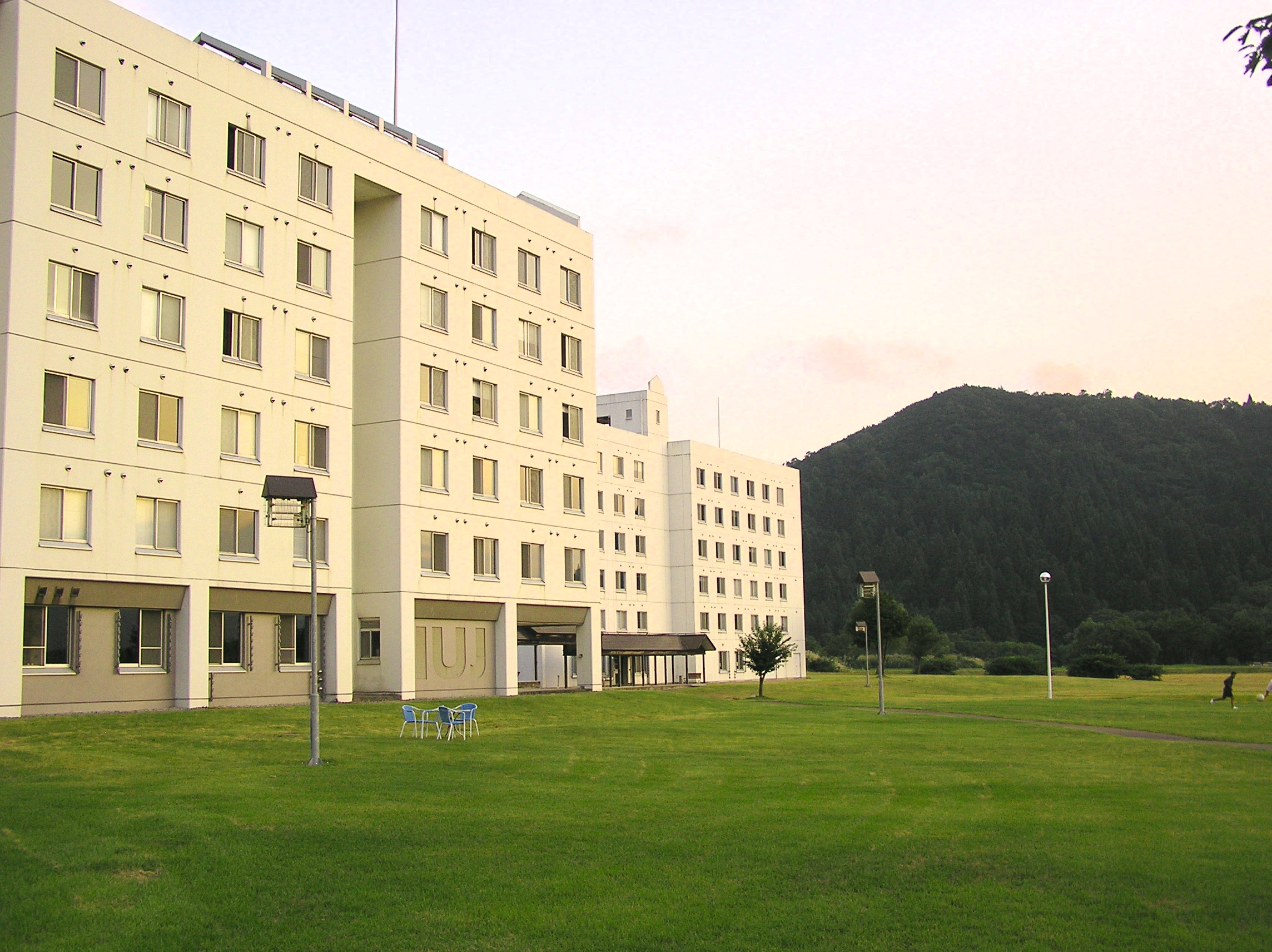
IUJ学生宿舍

校园有三个单身学生公寓和一个已婚学生公寓，每个单身公寓能容纳大约100个学生，已婚公寓有18个套间。所有公寓均配备使用价格便宜的投币洗衣机和烘干机。单身公寓配备齐全，并装有宽带。已婚公寓无装修，需自行购买家具。由于已婚公寓数量有限，一般会由校方通过抽签方式分配给递交申请书的学生。对于有学龄儿童需要住校外的家庭，学校会帮忙介绍会说英语的房东。
校园里有便利店，并有娱乐和运动设施提供给学生。

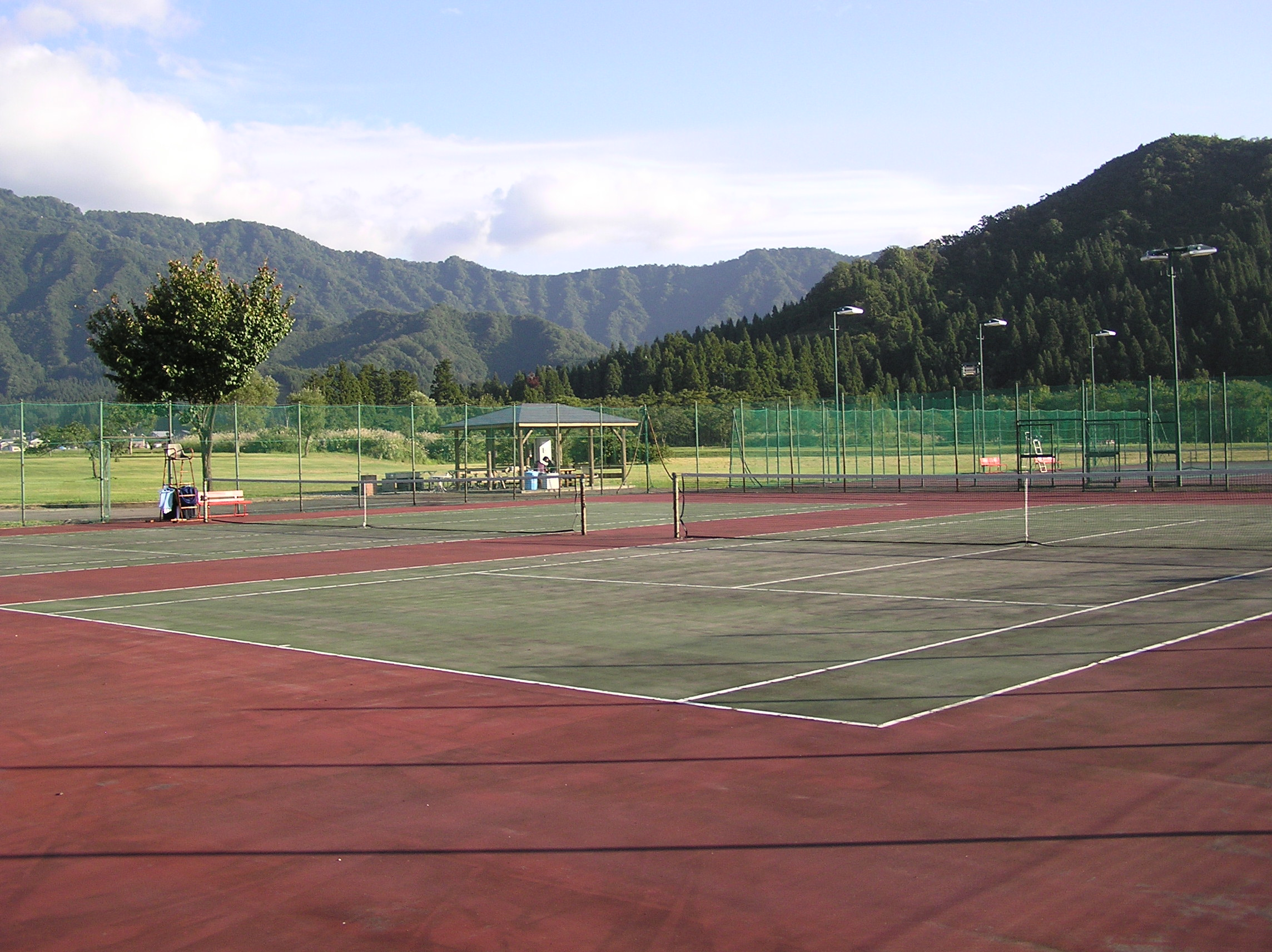
网球场

### 学生活动及组织
每位就读于国际大学的全职学生都自动成为学生会研究生学生组织“GSO”的一员。GSO执行委员会由选举产生的学生代表组成，负责学生福利、校园生活活动以及对外事务。
国际大学鼓励学生组织自己的俱乐部和社团，目前校园里共存着各种学术/职业发展俱乐部，如金融俱乐部；大量的体育社团，如足球，合气道；以及不同的宗教团体，包括天主教联谊会，穆斯林学生协会等。
在校园学生服务办公室及各种俱乐部的支持下，GSO会定期组织不同的活动，如IUJ奥运会，滑雪日，节日聚会，音乐之夜，游戏之夜等。
另外两个由选举产生的学生群体是国际管理学院理事会（IM Council）和国际关系学院理事会(IR Council)。他们主要负责各个学院的学术方面的问题，并与院长办公室密切合作及交流。

### 企业赞助
自成立以来，国际大学与日本商界保持紧密的联系，这反映在多年来逐步增长的企业资助的学生数量。被赞助的学生来自各行各业，包括金融、电子、电信、制造业、建筑业和零售业。这些企业赞助使IUJ学生在日本企业界建立强大的社交网络。

### 实习及就业安排
国际大学的就业服务机构，职业咨询和服务（CC＆S），会举办职业研讨会，模拟面试，并指导学生寻找工作和实习机会。学校出版学生的简历书，并分发到不同公司。该机构支持学生参与国际组织，并指导学生填写申请表格和相关论文及求职信。每年冬季学期，该机构会启动并协调公司的校园选拔及招聘活动。
与日本的产业和企业的密切联系（见上文）也使得国际大学具有额外的优势，职业服务机构充分利用这些强大的关系网来增加毕业生的就业机会。根据2012年国际大学的就业报告，87％的MBA就业候选人通过就业服务在毕业前或在毕业后几个月内就找到了工作。国际大学的就业服务网站（页面存档备份，存于）上定期更新统计数据并提供与该机构的职业顾问互动的机会。

## 知名人物

### 创始人列表
- 中山素平（日语：中山素平）（经济同友会終身幹事）
- 土光敏夫（日本經濟團體聯合會第4代会長）
- 永野重雄（日本商工会议所第13代会頭）
- 水上達三（日语：水上達三）（日本贸易会（日语：日本貿易会）第3代会長）
- 佐佐木直（日本银行第22代総裁）

### 历任董事長列表
| 代    | 氏名       | 在任期間  | 略历                                       |
| ----- | ---------- | --------- | ------------------------------------------ |
| 初代  | 中山素平   | 1982-1987 | 经济同友会終身幹事、日本興業銀行特別顧問   |
| 第2代 | 牛尾治朗   | 1987-1989 | 经济同友会終身幹事、牛尾电机株式会社前会長 |
| 第3代 | 苫米地俊博 | 1989-1990 | 三菱商事前副总经理                         |
| 第4代 | 山室勇臣   | 1991-1995 | 三菱東京UFJ銀行前董事長                    |
| 第5代 | 杉原泰馬   | 1995-1999 | 埃克森美孚前总经理                         |
| 第6代 | 岡村總吾   | 1999-2004 | 东京大学名誉教授                           |
| 第7代 | 小林陽太郎 | 2004-     | 经济同友会終身幹事                         |

### 历任校长列表
| 代     | 氏名                  | 在任期間  | 略历                                                                       |
| ------ | --------------------- | --------- | -------------------------------------------------------------------------- |
| 初代   | 大来佐武郎            | 1982-1987 | 日本国第108代外務大臣                                                      |
| 第2代  | 宍户俊太郎            | 1987-1994 | 经济学家                                                                   |
| 第3代  | George R. Packard三世 | 1994-1998 | 美国日本国际交流基金会主席、霍普金斯大学的高级国际研究学院（SAIS）前学院長 |
| 第4代  | 大槻聰幸              | 1998-1999 | 经济学家                                                                   |
| 第5代  | 島野卓爾              | 1999-2002 | 经济学家                                                                   |
| 第6代  | 杉原泰馬              | 2002-2003 | 埃克森美孚前总经理                                                         |
| 第7代  | 山澤逸平              | 2003-2008 | 经济学家                                                                   |
| 第8代  | 杉原泰馬              | 2007-2009 | 埃克森美孚前总经理                                                         |
| 第9代  | 森正勝                | 2009-2012 | 埃森哲最高顧問                                                             |
| 第10代 | 北岡伸一              | 2012-     | 政治学家、日本国联合国代表团副大使                                         |

### 教員列表
- 信田智人（日语：信田智人）（政治学家）
- 秋田隆裕 （发展经济学）
- 加藤龙太（公共经济学）
- 須貝菲利普（市场营销）
- 若山俊弘（战略企业管理）

### 校友列表
- 日本人
  - 大野元裕（日语：大野元裕）－日本国参议院成员
  - 安倍宏行（日语：安倍宏行）－富士電視台解説委員
  - 湊直信－外務省ＯＤＡ評価室長
  - 佐伯卓（日语：佐伯卓）－东邦煤气（日语：東邦ガス）株式会社社長
  - 石橋利哉（日语：石橋利哉）－日本SS製薬株式会社（白兔牌）社長
  - 信田智人（日语：信田智人）－国际大学研究所教授
  - 森暢平（日语：森暢平）－成城大學准教授
- 其他
  - 尹銘深（来自中国）－環球都市集団董事長, 中日CEO論壇创始人
  - 徐正剛（日语：徐正剛）（来自中国）－中国富士施乐有限公司总经理
  - Ratanak Keo （来自柬埔寨）－柬埔寨国電力公司総裁
  - Cenk Naci Gurol （来自土耳其）－永旺全球SCM株式会社社長
  - Maung Aung Myoe (来自缅甸)－国际大学教授